# Helicopsyche copulata
Helicopsyche copulata är en nattsländeart som beskrevs av Kjell Arne Johanson 1997. Helicopsyche copulata ingår i släktet Helicopsyche och familjen Helicopsychidae. Inga underarter finns listade i Catalogue of Life.